# Датнер, Шимон
Шимон Датнер (пол. Szymon Datner, 2 февраля 1902 г., Краков, Австро-Венгрия — 8 декабря 1989 г., Варшава, Польша) — польский историк еврейского происхождения, директор Еврейского исторического института с 1968 по 1970 год.

## Биография
Он родился в 1902 году в Кракове в Казимеже в семье торговца. Его родители Мордехай и Шпринца уехали в Палестину перед войной и благодаря этому выжили. Все его братья и сестры погибли.
До Второй мировой войны Шимон Датнер преподавал в еврейской гимназии в Белостоке. Во время войны партизанил в местных лесах. С 1944 по 1946 год возглавлял отделение Центрального комитета польских евреев в Белостоке. Позднее он работал в Еврейском историческом институте в Варшаве, был его директором с 1968 по 1970 год. Был одним из историков, работавшим в Главной комиссии по расследованию нацистских преступлений в Польше.
Ушёл в отставку с поста директора Еврейского исторического института в 1970 году после мартовских событий в Польше.
Умер 8 декабря 1989 года в Варшаве и был похоронен на варшавском еврейском кладбище (квартал 10, ряд 5).

## Научная деятельность
Шимон Датнер занимался сбором и изучением документов преступлений нацистов во время Холокоста, особенно преступлениями немецких айнзацгрупп в Белостоке. Согласно Шимону Датнеру айнзацгруппы часто подстрекали местное польское население и коллаборационистов к еврейским погромам.

## Семья
От первой жены две дочери, Лилька и Мика, погибшие во время восстания в белостокском гетто.
Вторая жена, деятель коммунистического движения, член Крайовой Рады Народовой, депутат Сейма ПНР, Эдварда Орловска. Дочь — историк и социолог, руководитель Еврейской религиозной общины в Варшаве в 1999—2000 годах, Хелена Датнер—Спивак.

### Сочинения
- Walka i Zagłada białostockiego getta (Łódź, 1946);
- Zbrodnie Wehrmachtu na jeńcach wojennych w II wojnie światowej (Warszawa, 1961);
- Zbrodnie okupanta w czasie powstania warszawskiego w 1944 roku (w dokumentach) (Warszawa, 1962);
- Wilhelm Koppe — nieukarany zbrodniarz hitlerowski (Warszawa-Poznań, 1963);
- Ucieczki z niewoli niemieckiej 1939—1945 (Warszawa, 1966);
- Eksterminacja ludności żydowskiej w Okręgu Białostockim (Biuletyn ŻiH, 1966);
- Niemiecki okupacyjny aparat bezpieczeństwa w okręgu białostockim (1941—1944);
- 55 dni Wehrmachtu w Polsce (Warszawa, 1967);
- Las sprawiedliwych. Karta z dziejów ratownictwa Żydow w okupowanej Polsce (Warszawa, 1968);
- Tragedia w Doessel — (ucieczki z niewoli niemieckiej 1939—1945 ciąg dalszy) (Warszawa, 1970);
- Z mądrości Talmudu (Warszawa, 1988).